# Celastrus membranifolius
Celastrus membranifolius là một loài thực vật có hoa trong họ Dây gối. Loài này được Prain mô tả khoa học đầu tiên năm 1904.